# Lucio101
Lucio101 (* 13. November 1999; bürgerlich Lucas Rother) ist ein deutscher Rapper aus Berlin-Mitte.

## Leben und Karriere
Lucio101 wuchs in Berlin-Mitte auf. Die 101 verweist auf die Postleitzahl seines Wohnsitzes Berlin-Mitte. Seine ersten Gehversuche als Rapper hatte er auf Soundcloud veröffentlicht.
2019 veröffentlichte Lucio101 zusammen mit Nizi19 ihr gemeinsames Debütalbum 1019 auf ihrem eigenen Label 1019Records. Der Albumtitel mischt die beiden Postleitzahlen von Berlin-Mitte und Berlin-Charlottenburg, aus dem Nizi19 stammt. Auf dem Album sind als Features Omar101 und Karamel19 vertreten, die zum Freundeskreis der beiden gehören.
Am 18. September 2020 erschien sein Solo-Debütalbum Mittendrin. Das Album erreichte eine Woche später Platz 42 der deutschen Albumcharts. Die Single "Wir sind drin" erreichte im April Platz 80 der deutschen Charts.
Lucio101 ist seit 2021 Teil der Hip-Hop-Crew 1019 zu der neben ihm die Rapper Nizi 19, Karamel19 und Omar 101 gehören. In dem 2023 erschienenen Spielfilm Sonne und Beton übernahm er eine Nebenrolle als Drogendealer Cem.
Als Special Guest begleitete Lucio101 den Rapper Bonez MC auf dessen Full House Tour durch Deutschland.

## Rapstil
Lucio101’s Flow ist geprägt von einer tiefen Stimme. Seine Pattern sind abwechslungsreich. So wechseln Doubletime-Passagen mit langsamen Rap-Lines ab. Ein weiteres Merkmal seines Raptstils sind die häufigen und einfallsreichen Adlibs. 

## Diskografie

### Alben
- 2020: MITTENDRIN

- 2024: 101%
- 2024: Hater werden Fans

### Kollaboalben
- 2016: C.o.B. (EP mit Omar101)
- 2019: 1019 (mit Nizi19, 1019Records)
- 2021: C.o.B. 2 (EP mit Omar101)
- 2021: Lost Files (mit Nizi19, Omar101, Karamel19, Big Keen19, 1019Records)
- 2025: Lost Files 2 (mit Nizi19, Omar101 und Karamel19)

### Singles
- 2019: 6 Nullen (feat. Nizi 19 & Omar101)
- 2019: Schuhkarton (feat. Nizi 19)
- 2019: Luft
- 2020: Kaltes Getränk (feat. Nizi19)
- 2020: Immer das Gleiche
- 2020: esex
- 2021: Flyy (Kalim feat. Lucio101, YY)
- 2021: Double Cup (feat. Omar101)
- 2021: Tränen
- 2021: Lockdown (Unter Obsi feat. Lucio101, Nizi19, YY & Dizzy); #13 der deutschen Single-Trend-Charts am 13. August 2021[8]
- 2021: 25 Grad (mit Big Keen, Omar101, Karamel19, Nizi19 & 2mission); #15 der deutschen Single-Trend-Charts am 21. August 2021[9]
- 2022: Zeit fliegt (feat. Fergy53; #3 der deutschen Single-Trend-Charts am 22. Juli 2022[10])
- 2023: Skurr
- 2023: Überschwemmt
- 2023: Blue Zushi (mit O.G. Pezo; #15 der deutschen Single-Trend-Charts am 27. Oktober 2023[11])
- 2024: Straße Studiert (mit Omar101 und Nizi19)
- 2024: Wittenbergplatz (feat. Brasco)
- 2024: Superkraft (#1 der deutschen Single-Trend-Charts am 9. Februar 2024[12])
- 2024: Spät Nachts (feat. Fergy53)
- 2024: Kein Spaß (prod. by Tommy Gun & Brasco)
- 2024: Rio Freestyle (mit Thxuzz; #14 der deutschen Single-Trend-Charts am 5. April 2024[13])
- 2024: Sie (#4 der deutschen Single-Trend-Charts am 31. Mai 2024[14])
- 2024: Fiebertraum (feat. Al Majeed)
- 2024: CoD (feat. nocashfromparents, Nizi19)
- 2024:  Qseng (prod. by Brasco)
- 2024: U-Turn (mit Nizi19; #18 der deutschen Single-Trend-Charts am 16. August 2024[15])
- 2024: Outro 2.0 (#15 der deutschen Single-Trend-Charts am 27. September 2024[16])
- 2025:   Damals  (Prod.by 2Sick)